# Euselates proxima
Euselates proxima är en skalbaggsart som beskrevs av Thierry Bourgoin 1915. Euselates proxima ingår i släktet Euselates och familjen Cetoniidae. Inga underarter finns listade i Catalogue of Life.